# Alv (jord)

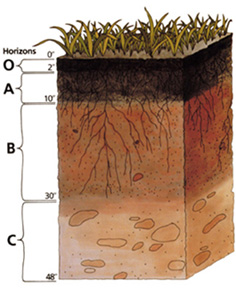
Illustration över de olika jordlagren.
O. Organiskt material 0–5 cm
A. Matjord 5–25 cm
B. Alv 25–75 cm
C-horisonten 75–120 cm

Alv kallas den del av markprofilen som ligger under matjorden ner till den opåverkade C-horisonten. På plöjd åkermark går gränsen mellan alv och matjord i plogsulan.